# Atherurus
Atherurus es un género de roedores histricomorfos de la familia Hystricidae conocidos vulgarmente como puercoespines de cola grande.
Sus cuerpos son largos con forma de rata. Se alimentan de la vegetación, pero también de insectos y carroña. Viven en grupos en entre 6 y 8 animales. El récord de longevidad de un animal cautivo fue de casi 23 años.

## Especies
- Atherurus africanus (de África)
- Atherurus macrourus (de Asia)

- Datos: Q780143
- Multimedia: Atherurus / Q780143
- Especies: Atherurus